# Дженретт, Рита
Рита Дженретт (англ. Rita Jenrette; род. 25 ноября 1949, Сан-Антонио) — американская актриса и предпринимательница.

## Биография
Была замужем за конгрессменом из Южной Каролины Джоне Дженретте, который был признан виновным во взяточничестве. В результате этого он провёл несколько лет в тюрьме. В 90-х годах Рита ушла из шоу-бизнеса и кино, окончила гарвардскую школу бизнеса и стала заниматься недвижимостью. Снималась для журнала Playboy в 1981 и 1984 годах. В 1981 году ею была написана книга «My Capitol Secrets», которая содержит ряд скандальных разоблачений. Книга стала бестселлером.

## Фильмография
- 1956—1984 — На пороге ночи (The Edge of the Night) Bibi Kenilworth
- 1978—1984 — Остров фантазий (Fantasy Island) Nurse Heavenly / Miss James
- 1984 — Резня на острове зомби (Zombie Island Massacre) Сэнди
- 1986 — Магазин бикини в Малибу (The Malibu Bikini Shop) Aunt Ida
- 1987 — End of the Line (Sharon)
- 1990—1996 — Как в кино (Dream On) Reporter 2